# Kolumbia az 1988. évi nyári olimpiai játékokon
Kolumbia a dél-koreai Szöulban megrendezett 1988. évi nyári olimpiai játékok egyik részt vevő nemzete volt. Az országot az olimpián 11 sportágban 42 sportoló képviselte, akik összesen 1 érmet szereztek.

## Érmesek
| Érem  | Versenyző   | Sportág   | Versenyszám |
| ----- | ----------- | --------- | ----------- |
| Bronz | Jorge Julio | Ökölvívás | Harmatsúly  |

## Atlétika
Férfi
| Versenyző            | Versenyszám     | Előfutam | Előfutam | Előfutam | Döntő         | Döntő         |
| Versenyző            | Versenyszám     | Idő      | Hely.    | Össz.    | Idő           | Helyezés      |
| -------------------- | --------------- | -------- | -------- | -------- | ------------- | ------------- |
| Pedro Ortiz          | 10 000 m        | 29:08,25 | 14.      | 27.      | kiesett       | kiesett       |
| Pedro Ortiz          | Maraton         |          |          |          | 2:23:34       | 39.           |
| José Querubin Moreno | 20 km gyaloglás |          |          |          | nem ért célba | nem ért célba |
| Héctor Moreno        | 20 km gyaloglás |          |          |          | 1:27:06       | 33.           |
| Héctor Moreno        | 50 km gyaloglás |          |          |          | 4:01:31       | 30.           |

Női
| Versenyző                                                       | Versenyszám     | Előfutam | Előfutam | Előfutam | Negyeddöntő | Negyeddöntő | Negyeddöntő | Elődöntő | Elődöntő | Elődöntő | Döntő   | Döntő    |
| Versenyző                                                       | Versenyszám     | Idő      | Hely.    | Össz.    | Idő         | Hely.       | Össz.       | Idő      | Hely.    | Össz.    | Idő     | Helyezés |
| --------------------------------------------------------------- | --------------- | -------- | -------- | -------- | ----------- | ----------- | ----------- | -------- | -------- | -------- | ------- | -------- |
| Amparo Caicedo                                                  | 100 m           | 11,59    | 4.       | 28.      | 11,65       | 8.          | 30.         | kiesett  | kiesett  | kiesett  | kiesett | kiesett  |
| Ximena Restrepo                                                 | 200 m           | 24,00    | 5.       | 34.      | kiesett     | kiesett     | kiesett     | kiesett  | kiesett  | kiesett  | kiesett | kiesett  |
| Norfalia Carabalí                                               | 200 m           | 23,78    | 3.       | 31.      | 23,96       | 8.          | 31.         | kiesett  | kiesett  | kiesett  | kiesett | kiesett  |
| Norfalia Carabalí                                               | 400 m           | 53,27    | 3.       | 24.      | 51,76       | 3.          | 12.         | 52,65    | 8.       | 16.      | kiesett | kiesett  |
| Amparo Caicedo Norfalia Carabalí Olga Escalante Ximena Restrepo | 4 × 100 m váltó | 45,46    | 5.       | 16.      |             |             |             | kiesett  | kiesett  | kiesett  | kiesett | kiesett  |
| Olga Escalante Norfalia Carabalí Amparo Caicedo Ximena Restrepo | 4 × 400 m váltó | kizárták | kizárták | kizárták |             |             |             |          |          |          | kiesett | kiesett  |

| Versenyző            | Versenyszám   | Selejtező                     | Selejtező | Döntő    | Döntő    |
| Versenyző            | Versenyszám   | Eredmény                      | Helyezés  | Eredmény | Helyezés |
| -------------------- | ------------- | ----------------------------- | --------- | -------- | -------- |
| María Isabel Urrutia | Súlylökés     | 15,13 m (holtverseny) 14,85 m | 21.       | kiesett  | kiesett  |
| María Isabel Urrutia | Diszkoszvetés | 53,82 m                       | 17.       | kiesett  | kiesett  |

## Birkózás
Kötöttfogású
| Versenyző           | Versenyszám | Vigaszágas kiesés                                                                         | Vigaszágas kiesés | Helyosztók        | Helyosztók        | Bronz- mérkőzés   | Döntő             | Helyezés    |
| Versenyző           | Versenyszám | Vigaszágas kiesés                                                                         | Vigaszágas kiesés | 7. helyért        | 5. helyért        | Bronz- mérkőzés   | Döntő             | Helyezés    |
| Versenyző           | Versenyszám | Ellenfél Eredmény                                                                         | Hely.             | Ellenfél Eredmény | Ellenfél Eredmény | Ellenfél Eredmény | Ellenfél Eredmény | Helyezés    |
| ------------------- | ----------- | ----------------------------------------------------------------------------------------- | ----------------- | ----------------- | ----------------- | ----------------- | ----------------- | ----------- |
| Víctor Hugo Capacho | 48 kg       | B csoport · Khaled El-Farej (SYR) · kétvállas · Kvon Dogjong (Gwon Deog-Yong) (KOR) · 1–2 | 7.                | kiesett           | kiesett           | kiesett           | kiesett           | helyezetlen |

Szabadfogású
| Versenyző      | Versenyszám | Vigaszágas kiesés | Vigaszágas kiesés | Helyosztók        | Helyosztók        | Bronz- mérkőzés   | Döntő             | Helyezés    |
| Versenyző      | Versenyszám | Vigaszágas kiesés | Vigaszágas kiesés | 7. helyért        | 5. helyért        | Bronz- mérkőzés   | Döntő             | Helyezés    |
| Versenyző      | Versenyszám | Ellenfél Eredmény | Hely.             | Ellenfél Eredmény | Ellenfél Eredmény | Ellenfél Eredmény | Ellenfél Eredmény | Helyezés    |
| -------------- | ----------- | --- | ----------------- | ----------------- | ----------------- | ----------------- | ----------------- | ----------- |
| Javier Delgado | 48 kg       | B csoport · Nasser Zeinalnia (IRI) · 0–17 · Amos Ojo Adekunle (NGR) · 8–6 · İlyas Şükrüoğlu (TUR) · 6–9                                      | 6.                | kiesett           | kiesett           | kiesett           | kiesett           | helyezetlen |
| Oscar Muñoz    | 52 kg       | B csoport · Lamachi Elimu (KEN) · kétvállas · Fayadh Minati (IRQ) · 8–1 · Kuldeep Singh (IND) · 6–12 · Kim Dzsongo (Kim Jong-O) (KOR) · 4–12 | 5.                | kiesett           | kiesett           | kiesett           | kiesett           | helyezetlen |
| Javier Rincon  | 62 kg       | B csoport · Ludwig Küng (SUI) · kétvállas · Jörg Helmdach (FRG) · 0–4                                                                        | 10.               | kiesett           | kiesett           | kiesett           | kiesett           | helyezetlen |

## Cselgáncs
| Versenyző         | Versenyszám | Csoport | Selejtező                          | 32-es főtábla                       | Nyolcaddöntő                  | Negyeddöntő       | Elődöntő          | Vigaszág nyolcaddöntő | Vigaszág negyeddöntő | Vigaszág elődöntő | Bronz- mérkőzés   | Döntő             | Helyezés |
| Versenyző         | Versenyszám | Csoport | Ellenfél Eredmény                  | Ellenfél Eredmény                   | Ellenfél Eredmény             | Ellenfél Eredmény | Ellenfél Eredmény | Ellenfél Eredmény     | Ellenfél Eredmény    | Ellenfél Eredmény | Ellenfél Eredmény | Ellenfél Eredmény | Helyezés |
| ----------------- | ----------- | ------- | ---------------------------------- | ----------------------------------- | ----------------------------- | ----------------- | ----------------- | --------------------- | -------------------- | ----------------- | ----------------- | ----------------- | -------- |
| Eduardo Landazury | Harmatsúly  | B       | erőnyerő                           | Au Woon Yiu (HKG) · 0010–0000       | Bujkó Tamás (HUN) · 0000–1101 | kiesett           | kiesett           |                       |                      |                   |                   |                   | 14.      |
| Luis Ochoa        | Váltósúly   | A       | erőnyerő                           | Vítorino González (ESP) · 0000–0201 | kiesett                       | kiesett           | kiesett           |                       |                      |                   |                   |                   | 20.      |
| William Medina    | Középsúly   | B       | Eric-Louis Bessi (MON) · 1010–0000 | Riad Chibani (ALG) · 0000–0110      | kiesett                       | kiesett           | kiesett           |                       |                      |                   |                   |                   | 19.      |

## Kerékpározás

### Országúti kerékpározás
Férfi
| Versenyző                                                             | Versenyszám     | Idő                  | Helyezés |
| --------------------------------------------------------------------- | --------------- | -------------------- | -------- |
| Juan Arias                                                            | Mezőnyverseny   | 4:32:56 (+0:34)      | 31.      |
| Nelson Rodríguez                                                      | Mezőnyverseny   | 4:32:56 (+0:34)      | 48.      |
| Dubán Ramírez                                                         | Mezőnyverseny   | 4:32:56 (+0:34)      | 67.      |
| Ángel Noé Alayón Pedro Bonilla Orlando Castillo Julio Cesar Rodríguez | Csapat időfutam | 2:10:34,3 (+12:46,6) | 21.      |

## Lovaglás
Díjlovaglás
| Versenyző          | Ló       | Versenyszám | Selejtező | Selejtező | Döntő   | Döntő    |
| Versenyző          | Ló       | Versenyszám | Pont      | Hely.     | Pont    | Helyezés |
| ------------------ | -------- | ----------- | --------- | --------- | ------- | -------- |
| Héctor Rodríguez   | El Sahib | Egyéni      | 1229      | 38.       | kiesett | kiesett  |
| María Paula Bernal | Armagnac | Egyéni      | 978       | 53.       | kiesett | kiesett  |

Díjugratás
| Versenyző          | Ló           | Versenyszám | Selejtező | Selejtező | Selejtező | Selejtező | Döntő   | Döntő   | Döntő   | Döntő   | Döntő    |
| Versenyző          | Ló           | Versenyszám | 1. kör    | 2. kör    | Össz.     | Össz.     | 1. kör  | 1. kör  | 2. kör  | Össz.   | Össz.    |
| Versenyző          | Ló           | Versenyszám | Pont      | Pont      | Pont      | Hely.     | Pont    | Hely.   | Pont    | Pont    | Helyezés |
| ------------------ | ------------ | ----------- | --------- | --------- | --------- | --------- | ------- | ------- | ------- | ------- | -------- |
| Manuel Torres      | Zalme        | Egyéni      | 32,00     | 35,50     | 67,50     | 39.       | 35,75   | 36.     | kiesett | kiesett | kiesett  |
| Juan Carlos García | Buenos Aires | Egyéni      | 12,00     | 38,00     | 50,00     | 50.       | kiesett | kiesett | kiesett | kiesett | kiesett  |

## Ökölvívás
| Versenyző     | Versenyszám | Selejtező                      | 32-es főtábla             | Nyolcaddöntő                | Negyeddöntő                   | Elődöntő                         | Döntő             | Helyezés |
| Versenyző     | Versenyszám | Ellenfél Eredmény              | Ellenfél Eredmény         | Ellenfél Eredmény           | Ellenfél Eredmény             | Ellenfél Eredmény                | Ellenfél Eredmény | Helyezés |
| ------------- | ----------- | ------------------------------ | ------------------------- | --------------------------- | ----------------------------- | -------------------------------- | ----------------- | -------- |
| Simon Morales | Légsúly     | Szegava Szecuo (JPN) · 1:4     | kiesett                   | kiesett                     | kiesett                       | kiesett                          | kiesett           | 33.      |
| Jorge Julio   | Harmatsúly  | Michael Hormillosa (PHI) · RSC | Felipe Nieves (PUR) · 5:0 | René Breitbarth (GDR) · 4:1 | Macusima Kacujuki (JPN) · 5:0 | Alekszandar Hrisztov (BUL) · 2:3 | kiesett           |          |

RSC – a mérkőzésvezető megállította a mérkőzést

## Sportlövészet
Férfi
| Versenyző        | Versenyszám          | Selejtező | Selejtező | Döntő   | Döntő    |
| Versenyző        | Versenyszám          | Pont      | Helyezés  | Pont    | Helyezés |
| ---------------- | -------------------- | --------- | --------- | ------- | -------- |
| Bernardo Tovar   | Légpisztoly          | 573       | 29.       | kiesett | kiesett  |
| Bernardo Tovar   | Szabadpisztoly       | 552       | 29.       | kiesett | kiesett  |
| Bernardo Tovar   | Gyorstüzelő pisztoly | 593       | 7.        | 690     | 6.       |
| Alfredo González | Gyorstüzelő pisztoly | 585       | 26.       | kiesett | kiesett  |

Nyílt
| Versenyző    | Versenyszám | Selejtező | Selejtező | Döntő   | Döntő    |
| Versenyző    | Versenyszám | Pont      | Helyezés  | Pont    | Helyezés |
| ------------ | ----------- | --------- | --------- | ------- | -------- |
| Jorge Molina | Skeet       | 142       | 38.       | kiesett | kiesett  |

## Súlyemelés
| Versenyző         | Versenyszám | Szakítás | Szakítás | Lökés    | Lökés    | Összesen | Helyezés |
| Versenyző         | Versenyszám | Eredmény | Helyezés | Eredmény | Helyezés | Összesen | Helyezés |
| ----------------- | ----------- | -------- | -------- | -------- | -------- | -------- | -------- |
| Oscar Penagos     | 56 kg       | 105,0    | 12.      | 132,5    | 16.      | 237,5    | 17.      |
| Tolentino Murillo | 60 kg       | 120,0    | 7.       | 140,0    | 9.       | 260,0    | 8.       |
| Jhon Salazar      | 60 kg       | 110,0    | 11.      | 150,0    | 5.       | 260,0    | 9.       |

## Tenisz
Férfi
| Versenyző                          | Versenyszám | 32-es főtábla                                                    | Nyolcaddöntő      | Negyeddöntő       | Elődöntő          | Döntő             | Helyezés |
| Versenyző                          | Versenyszám | Ellenfél Eredmény                                                | Ellenfél Eredmény | Ellenfél Eredmény | Ellenfél Eredmény | Ellenfél Eredmény | Helyezés |
| ---------------------------------- | ----------- | ---------------------------------------------------------------- | ----------------- | ----------------- | ----------------- | ----------------- | -------- |
| Luis Arturo González Álvaro Jordan | Páros       | Ausztria (AUT) · Horst Skoff · Alex Antonitsch · mérkőzés nélkül | kiesett           | kiesett           | kiesett           | kiesett           | 33.      |

## Úszás
Férfi
| Versenyző      | Versenyszám | Előfutam | Előfutam | Előfutam | Döntő   | Döntő   | Döntő   | Helyezés |
| Versenyző      | Versenyszám | Idő      | Hely.    | Össz.    | Típus   | Idő     | Hely.   | Helyezés |
| -------------- | ----------- | -------- | -------- | -------- | ------- | ------- | ------- | -------- |
| Pablo Restrepo | 100 m mell  | 1:04,43  | 6.       | 19.      | kiesett | kiesett | kiesett | kiesett  |
| Pablo Restrepo | 200 m mell  | 2:19,58  | 7.       | 20.      | kiesett | kiesett | kiesett | kiesett  |

## Vívás
Férfi
| Versenyző                                                                  | Versenyszám       | Selejtező | Selejtező | Selejtező | Selejtező | Selejtező | Selejtező | Főtábla                  | Főtábla                      | Főtábla                             | Vigaszág          | Vigaszág          | Vigaszág          | Vigaszág                  | Negyeddöntő       | Elődöntő          | Döntő             | Helyezés |
| Versenyző                                                                  | Versenyszám       | 1. kör | 1. kör    | 2. kör | 2. kör    | 3. kör | 3. kör    | 1. kör                   | 2. kör                       | 3. kör                              | 1. kör            | 2. kör            | 3. kör            | 4. kör                    | Negyeddöntő       | Elődöntő          | Döntő             | Helyezés |
| Versenyző                                                                  | Versenyszám       | Ellenfél Eredmény | Hely.     | Ellenfél Eredmény | Hely.     | Ellenfél Eredmény | Hely.     | Ellenfél Eredmény        | Ellenfél Eredmény            | Ellenfél Eredmény                   | Ellenfél Eredmény | Ellenfél Eredmény | Ellenfél Eredmény | Ellenfél Eredmény         | Ellenfél Eredmény | Ellenfél Eredmény | Ellenfél Eredmény | Helyezés |
| -------------------------------------------------------------------------- | ----------------- | --- | --------- | --- | --------- | --- | --------- | ------------------------ | ---------------------------- | ----------------------------------- | ----------------- | ----------------- | ----------------- | ------------------------- | ----------------- | ----------------- | ----------------- | -------- |
| Mauricio Rivas                                                             | Párbajtőr, egyéni | 5. csoport · Michiel Driessen (NED) · 5–3 · Mohamed Al-Hamar (KUW) · 5–1 · Sergio Turiace (ARG) · 5–0 · Éric Srecki (FRA) · 4–5                  | 2.        | 12. csoport · Roberto Durão (POR) · 5–2 · Johannes Nagele (AUT) · 5–0 · Stefan Joos (BEL) · 2–5 · Stephen Trevor (USA) · 0–5                     | 3.        | 1. csoport · Cezary Siess (POL) · 4–5 · Stephen Trevor (USA) · 5–4 · Mihajlo Tisko (URS) · 5–3 · Arno Strohmeyer (AUT) · 3–5 · Jerri Bergström (SWE) · 2–5        | 4.        | Éric Srecki (FRA) · 10–6 | Witold Gadomski (POL) · 10–5 | Vlagyimir Reznyicsenko (URS) · 5–10 |                   |                   |                   | Arnd Schmitt (FRG) · 2–10 | kiesett           | kiesett           | kiesett           | 12.      |
| Juan Miguel Paz                                                            | Párbajtőr, egyéni | 8. csoport · Jean-Marc Chouinard (CAN) · 4–5 · Tu Csen-cseng (Du Zhencheng) (CHN) · 5–5 · Pásztor Szabolcs (HUN) · 5–4 · Péter Vánky (SWE) · 3–5 | 3.        | 6. csoport · I Szanggi (Lee Sang-gi) (KOR) · 5–2 · Antônio Machado (BRA) · 3–5 · Vlagyimir Reznyicsenko (URS) · 2–5 · Patrice Gaille (SUI) · 3–5 | 4.        | 8. csoport · Mohamed Al-Hamar (KUW) · 5–1 · Kolczonay Ernő (HUN) · 3–5 · Sandro Cuomo (ITA) · 4–5 · Arwin Kardolus (NED) · 2–5 · Philippe Riboud (FRA) · 1–5      | 5.        | kiesett                  | kiesett                      | kiesett                             | kiesett           | kiesett           | kiesett           | kiesett                   | kiesett           | kiesett           | kiesett           | 38.      |
| Joaquin Pinto                                                              | Párbajtőr, egyéni | 7. csoport · Manuel Pereira (ESP) · 4–5 · Kolczonay Ernő (HUN) · 5–4 · Jerri Bergström (SWE) · 3–5 · Thomas Gerull (FRG) · 4–5                   | 4.        | 7. csoport · Robert Davidson (AUS) · 5–4 · I Szanggi (Lee Sang-gi) (KOR) · 1–5 · Pásztor Szabolcs (HUN) · 1–5 · Éric Srecki (FRA) · 4–5          | 4.        | 2. csoport · John Llewellyn (GBR) · 5–4 · Stéphane Ganeff (NED) · 1–5 · Antônio Machado (BRA) · 2–5 · Witold Gadomski (POL) · 4–5 · Torsten Kühnemund (GDR) · 0–5 | 6.        | kiesett                  | kiesett                      | kiesett                             | kiesett           | kiesett           | kiesett           | kiesett                   | kiesett           | kiesett           | kiesett           | 45.      |
| Oscar Arango William González Juan Miguel Paz Joaquin Pinto Mauricio Rivas | Párbajtőr, csapat | 5. csoport · Svájc (SUI) · 7–8 · Hongkong (HKG) · 9–2                                                                                            | 2.        | |           | |           | Dél-Korea (KOR) · 4–9    |                              |                                     |                   |                   |                   |                           | kiesett           | kiesett           | kiesett           | 9.       |